# Storfidra
Storfidra är en segelbåt av kostertyp. Den konstruerades på 1970-talet av Torild Larsson och är en större variant av Havsfidra. Båtarna byggdes på Fisksätra varv. Båten tillverkades i Nederländerna som Orpon 26, efter att ritningarna såldes 1976.